# Arosa Humor-Festival

Früheres Logo des Arosa Humor-Festival (bis 2016)

Das Arosa Humor-Festival (Eigenschreibweise seit 2017 «Arosa Humorfestival»; oft abgekürzt Humorfestival) in Arosa ist ein 1992 ins Leben gerufenes, elftägiges Treffen von vorwiegend deutschsprachigen Comedians und damit die grösste alljährlich stattfindende kulturelle Veranstaltung im Kanton Graubünden. Es findet jeweils Anfang/Mitte Dezember statt und ist eines der bedeutendsten Kleinkunsttreffen im deutschsprachigen Raum.

## Spielorte

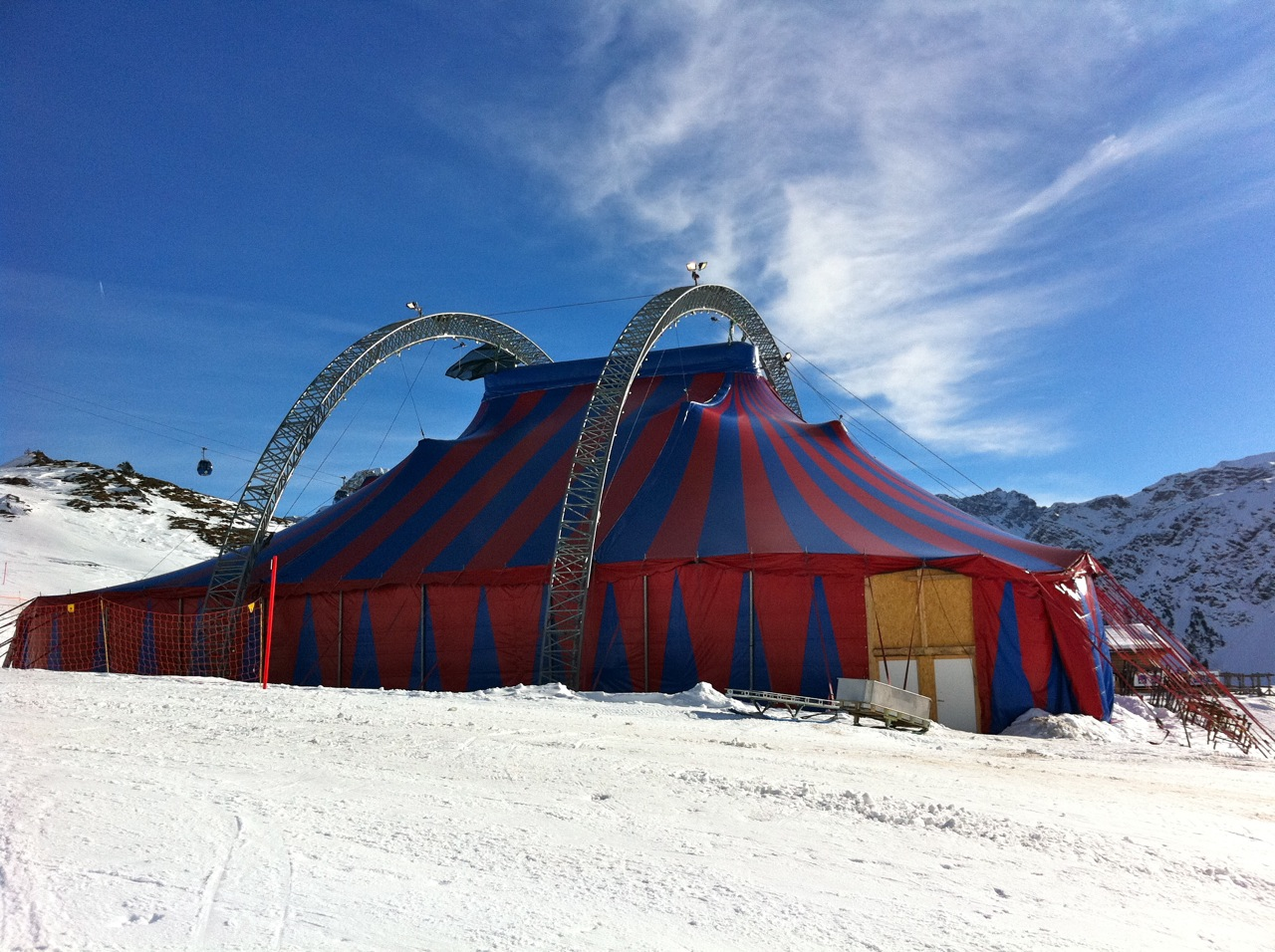
Das «Tschuggenzelt», in dem die Mehrzahl der Darbietungen des Humor-Festivals stattfindet

Der Hauptveranstaltungsort ist ein 1000 Zuschauer fassendes Zirkuszelt auf knapp 2000 m ü. M. bei der Tschuggenhütte im Aroser Skigebiet. Daneben finden kleinere Vorstellungen für bis zu 200 Besucher auf der «Blatter-Bühne» im Blatter's Bellavista Hotel oberhalb der örtlichen katholischen Kirche statt. Von 2009 bis 2014 organisierten die Veranstalter jeweils einen kostenlosen Open-Air-Act auf dem Oberseeplatz, in dessen Bühne meist eine spezielle Schneeskulptur integriert war und von rund 4000 Personen besucht wurde. Seit 2012 finden zudem Produktionen im neuen Sport- und Kongresszentrum Arosa vor 300 bis 500 Leuten in der «Humorhalle» statt. Das Tschuggen Grand Hotel schliesslich ist Schauplatz einer speziellen «Humor-Soirée». Vorübergehend wurde auch der Kinosaal des umgebauten Kursaals wieder in den Spielplan aufgenommen. 

## Geschichte
Nach diversen schneearmen Saisonstarts Ende der 1980er-Jahre suchte der Kurverein Arosa (heute: Arosa Tourismus) nach Möglichkeiten, die Umsatzeinbussen aus den traditionellen Dezember-Skiwochen zu kompensieren.  

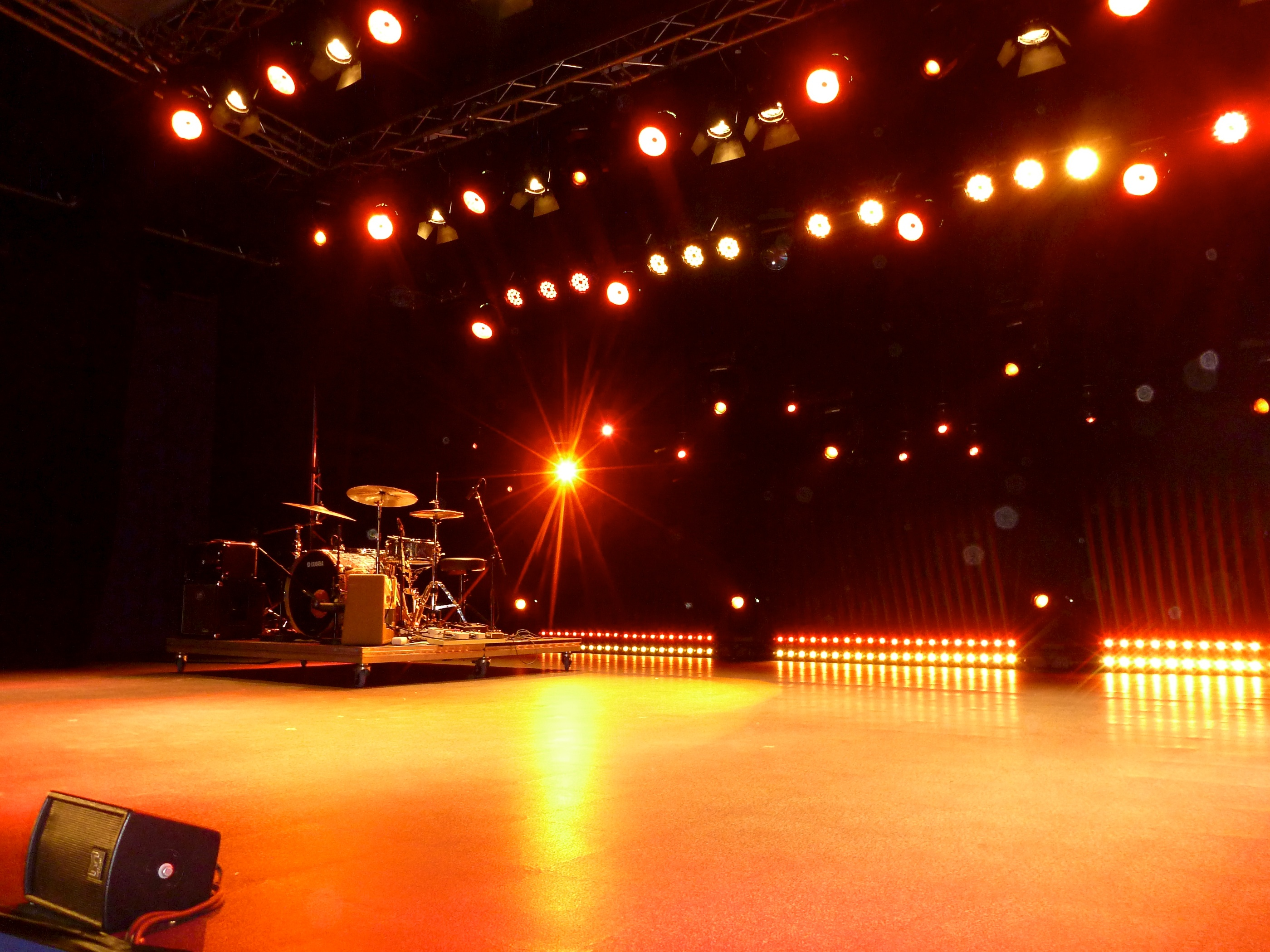
Bühne im Tschuggenzelt

Im Jahr 1991 liefen die Planungen an, und 1992 konnte die Erstaustragung unter dem Namen Aroser Humor-Festival an fünf Tagen durchgeführt werden. Für einen ausgefallenen Werbegag liess man zwei Artisten mit einem rund sechs Meter langen, bedruckten Transparent an einer Kabine der soeben modernisierten Weisshornbahn hängend den Berg hochfahren. Schon bei der Premiere spielte man in einem Zirkuszelt bei der Tschuggenhütte, wobei die Abendvorstellungen im Kursaal stattfanden. Insgesamt 2'500 Zuschauer verfolgten die zehn Produktionen, zu denen unter anderen das Kabarett Götterspass, das Duo Fischbach und das Cabaret Marcocello mit Marco Rima gehörten. 1993 lag die Zuschauerzahl bereits bei 4'500. Das Festival wuchs rasch, und so wurde die vierte Austragung im Jahr 1995 auf acht Tage ausgedehnt und mit 40 Künstlern bestückt. Zwei der Vorstellungen waren ausverkauft.
Nachdem die Austragung 1998 durch das kurzfristige Abspringen des damaligen Hauptsponsors nur mit Improvisationsgeschick hatte stattfinden können, gingen die Veranstalter 1999 eine weitreichende Sponsoring-Kooperation mit einer grossen Versicherungsgesellschaft ein. Zwischen 2000 und 2007 wurde das Arosa Humor-Festival durch die Agentur dettofatto media gmbh organisiert, das OK Präsidium blieb bei Arosa Tourismus. In dieser Zeit wurde ein grösseres Zelt angeschafft und sämtliche Sitzplätze nummeriert. Im Jahr 2002 besuchten insgesamt 8'000 Zuschauer den Event. 2008 ging das Festival wieder in die Hände von Arosa Tourismus. 

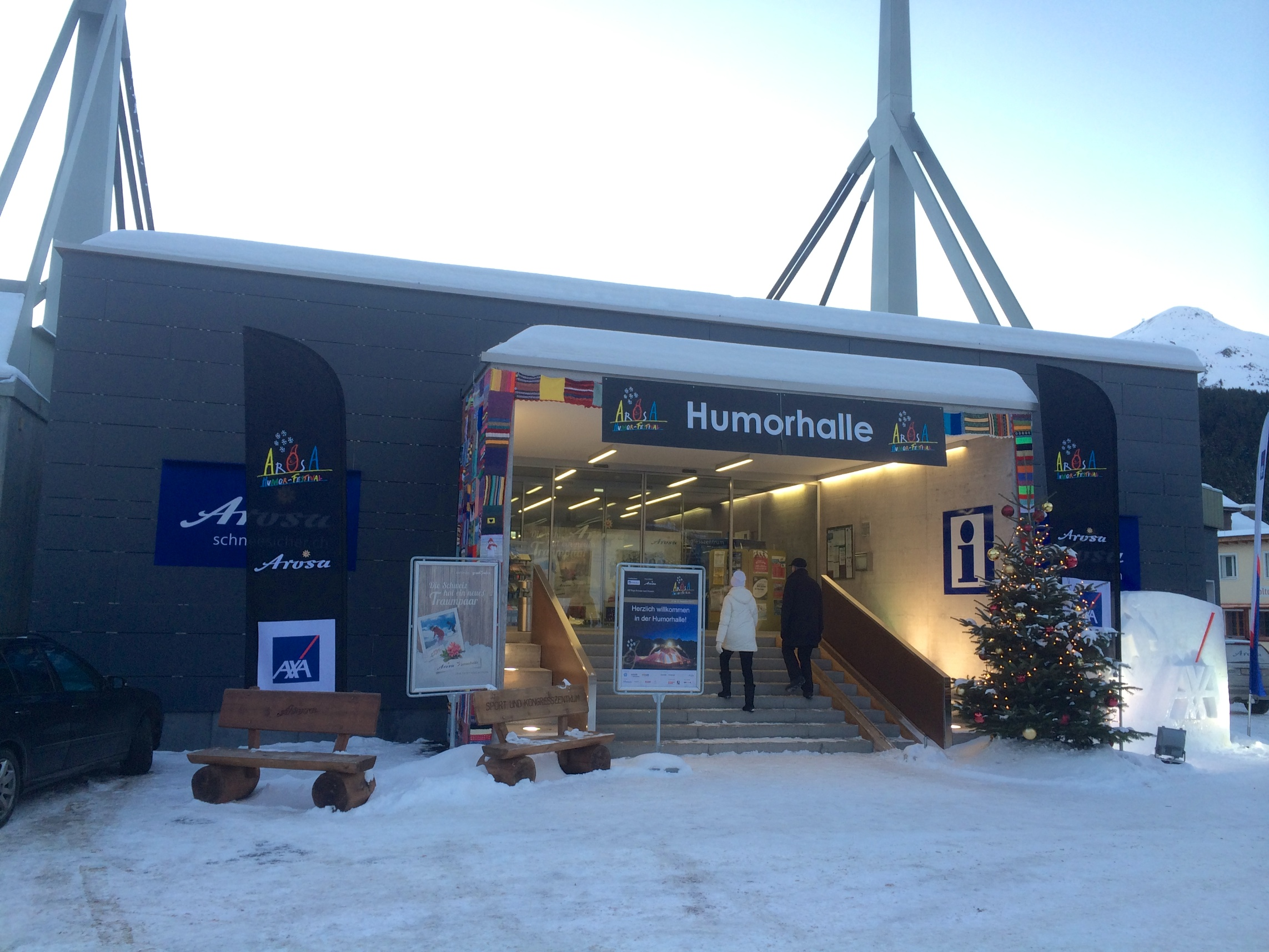
Die «Humorhalle» befindet sich im Untergeschoss des Sport- und Kongresszentrums Arosa (SKZA)

Von 2008 bis 2023 war Frank Baumann – ein ursprünglicher Kritiker des Anlasses – künstlerischer Leiter des Festivals. Dessen anfänglicher Versuch, als Austragungsort nurmehr auf das Tschuggenzelt zu setzen, bewährte sich nicht. 2011 sah das 20-Jahr Jubiläum mit 24 Vorstellungen, einen neuen Zuschauerrekord von rund 18'000 Besuchern sowie als Finale eine Sendung von Giacobbo/Müller aus dem Tschuggenzelt. Längerfristig streben die Veranstalter eine Zuschauerzahl von 20'000 an, ein darüber hinausgehendes Wachstum erachten sie jedoch nicht als sinnvoll. 2012 fand die Veranstaltung gleichzeitig mit der Arosa Challenge statt, mit der eine Ticket-Partnerschaft bestand.
Das Jahr 2013 brachte ein etwas musikalischer ausgerichtetes Programm. Daneben wurde im Rahmen einer für das Publikum kostenlosen, sogenannten «Schneesturm-Vorstellung» mit dem Duo Hutzenlaub & Stäubli erstmals die Evakuierung des Tschuggenzelts unter realen Bedingungen geübt. Das gesamte Zuschaueraufkommen nahm trotz damaliger Sperrung der Arosabahn auf gut 18'500 Personen zu. Das Humor-Festival generiert für Arosa inzwischen rund 15'000 zusätzliche Logiernächte.
2015 wurde das Festival von rund 16'500 Zuschauern besucht. 
Beim 25-Jahr-Jubiläum im Dezember 2016 traten unter anderem Claudio Zuccolini, Marco Rima, Simon Enzler, Gardi Hutter, Manuel Stahlberger und Stiller Has auf. 2016 war zudem die Axa Winterthur nach 17 Jahren letztmals als Hauptsponsor mit dabei.

## Preisverleihungen
Seit 2008 werden jeweils zwei Jurypreise verliehen, der Arosa Humorfüller sowie die Arosa Humorschaufel. 

### «Arosa Humorfüller»

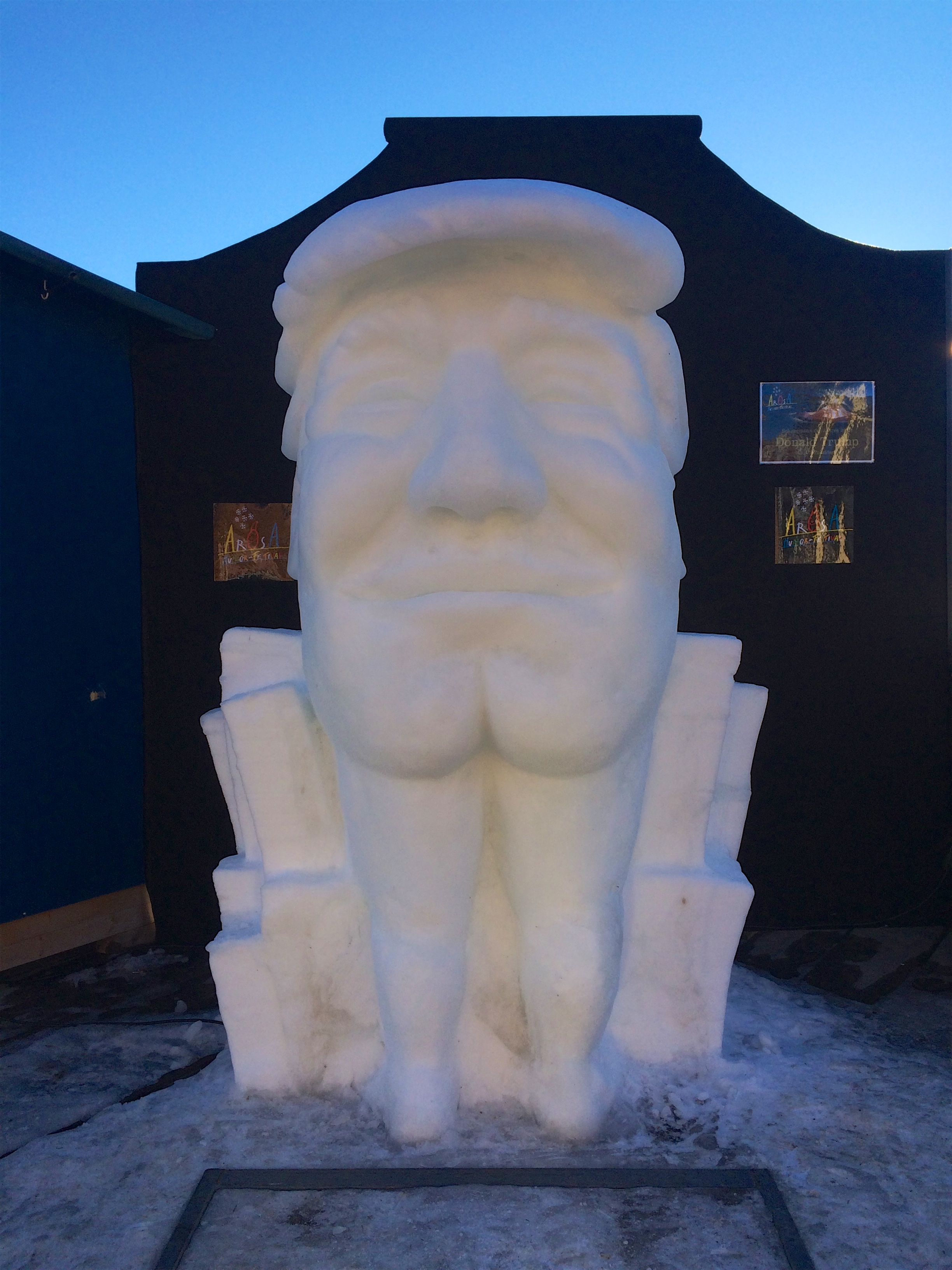
Der designierte US-Präsident Donald Trump als «Schneemann des Jahres» 2016

Der «Arosa Humorfüller» ist ein Künstlerpreis, der nur von aktuellen Festivalteilnehmern gewonnen werden kann. Die anonyme Jury betrachtet bei der Vergabe auch Leistungen über eine ganze Künstlerkarriere hinweg. Der edle, in eine Steinhalterung eingelassene Füller soll den Preisträgern als symbolische Motivation zum Schreiben von weiteren humoristischen Programmen dienen. Bisherige Gewinner waren Andreas Thiel, Michael Mittermeier, das Komikerduo Lapsus, Emil Steinberger (Lebenswerk) sowie die Maskentheaterformation Mummenschanz. Die Auszeichnung ersetzte den Arosa Schneestern, den früheren Publikumspreis für die beste Performance, die dem Gewinner jeweils vom Vorjahressieger überreicht wurde und dem Preisträger einen Auftritt im Folgejahr ermöglichte. Gewinner 2011 waren Ursus & Nadeschkin, 2012 Gerhard Polt für seinen Auftritt mit den Well-Brüdern und 2013 das Cabaret-Duo Divertimento. 2014 ging der Preis an Marco Rima, 2015 an Carolin Kebekus, 2016 an Viktor Giacobbo (Lebenswerk), 2017 an Claudio Zuccolini. und 2019 an das Chaos Theater Oropax. 2022 wurde Lisa Eckhart ausgezeichnet. 2023 wurde Helge Schneider mit ihm ausgezeichnet.
Seit 2017 hat das Publikum die Möglichkeit, seinen persönlichen Favoriten mittels «Applaus-O-Meter», einem Dezibel-Messgerät, zu wählen. Dieser Publikumspreis ging 2017 an die Band Dabu Fantastic.

### «Arosa Humorschaufel»
Die «Arosa Humorschaufel», bestehend aus einem Orgelpfeifen-Stiel und einer aus Eis geschnitzten Schaufel, wird an Persönlichkeiten aus den Bereichen Wirtschaft, Politik, Sport und Kultur verliehen, die sich im vergangenen Jahr mit ihrem Gespür für Humor und einem prominenten «Lacher» ausgezeichnet haben. Eine spezielle Jury berät sich jeweils im Vorfeld des Humor-Festivals und wählt den Sieger aus. Bisherige Preisträger waren Thomas Meyer, Patrick Fischer, Eveline Widmer-Schlumpf, Roger Schawinski, Joachim Schoss, Philippe Gaydoul, Doris Leuthard, Samih Sawiris, Roger de Weck, Pierin Vincenz, das Cabaret Divertimento sowie Bernhard Heusler.

### «Schneemann des Jahres»
2013 wurde die Auszeichnung «Schneemann des Jahres» ins Leben gerufen. Damit wird eine Persönlichkeit geehrt, die im abgelaufenen Jahr in den Medien für Realsatire gesorgt hat. Erster Preisträger, in Form eines überlebensgrossen Schneemanns samt (Kavallerie-)Steckenpferd, war Peer Steinbrück für seine «Stinkefinger-Fotoreportage» im Magazin der Süddeutschen Zeitung im Vorfeld der Deutschen Bundestagswahl 2013.
2014 fiel die «Ehre», Schneemann des Jahres zu sein, Geri Müller zu. Dies aufgrund eines Nacktselfie-«Skandals» im Sommer 2014. Als Taufpaten für den Schneemann amteten Monika Fasnacht und Renzo Blumenthal. 2015 wurde der von der FIFA-Ethikkommission dispensierte Präsident des Weltfussballverbandes Joseph Blatter zum Schneemann des Jahres gekürt, 2016 der designierte US-Präsident Donald Trump und 2017 Christian Constantin für seine öffentliche Tätlichkeit gegenüber Rolf Fringer.

## Medienrezeption

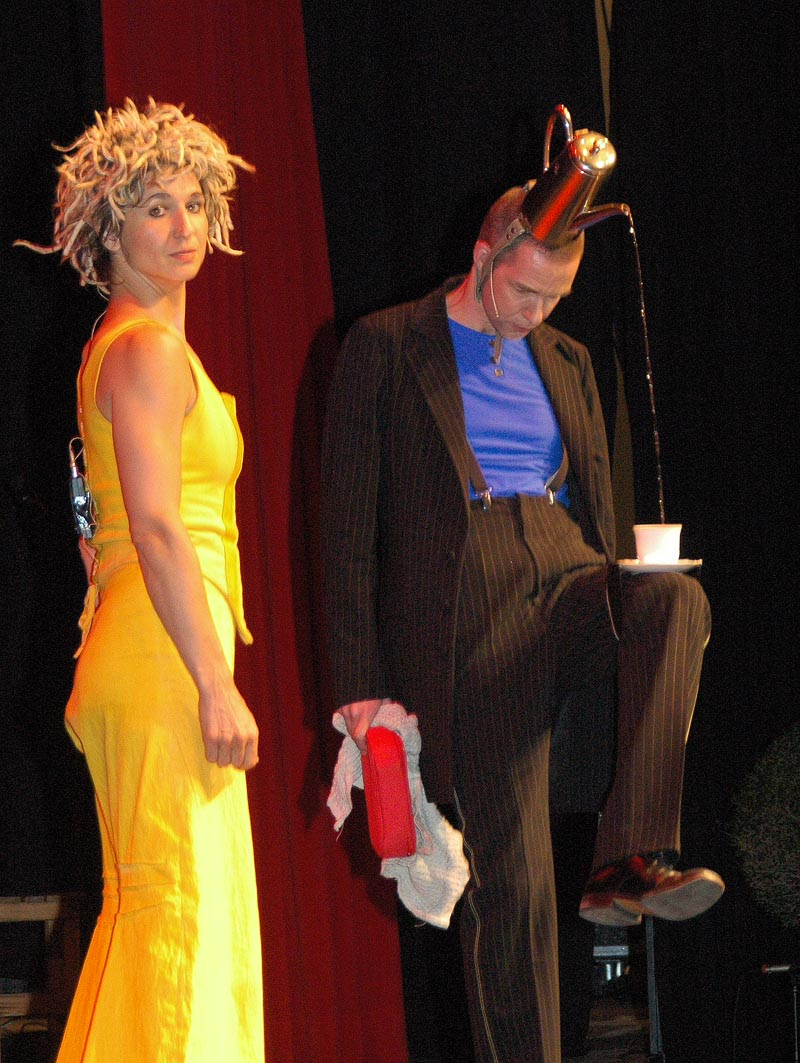
Ursus & Nadeschkin führten achtmal durch die TV-Sendungen

Von 1996 bis 2012 produzierte das Schweizer Fernsehen SRF Sendungen vom Festival. An zwei Abenden wurden jeweils rund zweistündige Aufzeichnungen von einigen der teilnehmenden Künstlern eingespielt. Ausschnitte daraus wurden im folgenden Januar an drei Sonntagabenden in je 30-minütigen Zusammenfassungen ausgestrahlt. 2013 übernahm der Veranstalter diese Aufgabe selbst; das Filmmaterial wurde nun an einem Abend eingespielt und unter anderem auf SRF 1 ausgestrahlt. Auch private Fernsehstationen wie TeleZüri, Tele M1 und TeleBärn haben die Beiträge in ihr Programm übernommen.
Als Live-Moderatoren der Sendungen fungierten bisher Walter Andreas Müller mit Massimo Rocchi, Stéphanie Berger, Sina, Bettina Dieterle, Melanie Winiger, fünfmal das Komikerduo Lapsus, achtmal Ursus & Nadeschkin, 2011 Marco Rima als Ersatz für das verletzungsbedingt ausgefallene Cabaret Divertimento, das dann 2012 durch das Programm führte.
Zum 25. Jubiläum produzierte das Schweizer Fernsehen eine rund 130-minütige Sondersendung, die am 17. Dezember 2016 auf SRF 1 ausgestrahlt wurde. Gastgeberin war Sandra Studer. Auftritte in der Sendung hatten Marco Rima, Regula Esposito als «Helga Schneider», Stéphanie Berger, Michael Elsener, Bliss, Oropax, Marco Tschirpke, Andreas Thiel und Rob Spence. Als Gäste waren mit dabei Gardi Hutter, Nadia Sieger und Jürg Randegger sowie alle bisherigen Festival-Direktoren (Florenz Schaffner, Martin Vincenz, Hans-Kaspar Schwarzenbach und Frank Baumann).

## Bekannte Teilnehmer
Im Verlauf seiner 25-jährigen Geschichte sind beim Arosa Humor-Festival viele namhafte Kabarett- und Comedykünstler aus der Schweiz, Deutschland und Österreich zumindest einmal aufgetreten. Daneben bekommen internationale Grössen wie Rebecca Carrington, Jango Edwards, Kevin James, Sam Wills und Rob Spence sowie aufstrebende Nachwuchstalente Auftrittsmöglichkeiten. Zu den bekanntesten Künstlern, die wiederholt in Arosa zu Gast waren, zählen Michael und Alfred Mittermeier, das Chaos-Theater Oropax (13 Teilnahmen bis 2016), Marco Rima, Ursus & Nadeschkin, Ass-Dur sowie Gerhard Polt.

## Arosa Schnee-Filmfestival
Vom 20. Dezember 2014 bis zum 11. Januar 2015 wurde das Tschuggenzelt vor Ort für ein kurzfristig ins Leben gerufenes «Arosa Schnee-Filmfestival» genutzt. Täglich wurden dort in Zusammenarbeit mit Warner Bros. zwei Kino-Filme gezeigt. Hintergrund dieses spontanen Ergänzungsprogramms war die im Dezember 2014 schweizweit schwierige Schneesituation, weshalb die Organisatoren für die Feiertage mit einem erhöhten Gästeaufkommen rechneten.